# MOON/blossom
「MOON/blossom」（ムーン/ブロッサム）及び「blossom/MOON」（ブロッサム/ムーン）は、日本の歌手・浜崎あゆみの48thシングル。2010年7月14日にavex traxより発売。

## 解説
50thシングルに向けた3作連続リリースの第1弾シングル。前作「You were.../BALLAD」から約7ヶ月ぶりの発売となり、44thシングル「Days/GREEN」から5作連続となる両A面シングル。
「MOON/blossom」は「CD+DVD」「CDのみ」、「blossom/MOON」は「CDのみ」の計3形態。3形態の違いは、ジャケット、CDの収録曲の違い等である（次項参照）。
両曲とも、デビュー曲「poker face」や「A Song for ××」などを手がけた星野靖彦が約10年ぶりに作曲を担当。
「MOON」は、11thアルバム『Rock'n'Roll Circus』の初回盤を購入したファンクラブ会員限定で着うた配信された楽曲だった。
3作連続リリーススペシャル企画として、四つ折りブックレット封入の紙ジャケット仕様の「LIVE会場限定盤」がツアー会場、mu-moショップのみ、数量限定で発売。
初登場1位、累計売上9.6万枚。累計売上が10万枚を下回るのは4thシングル「For My Dear...」以来12年ぶりとなった。

## 収録曲
全曲作詞：ayumi hamasaki

### 「MOON/blossom」
CD
1. MOON "Original mix" [5:47]
作曲：Yasuhiko Hoshino / 編曲：Yuta Nakano
HONDA「ZEST Spark」TV-CFソング
2. blossom "Original mix" [4:04]
作曲：Yasuhiko Hoshino / 編曲：Yuta Nakano
ゼスプリ ゴールドキウイ・グリーンキウイ CMソング

以下はLIVE会場限定盤未収録
1. Microphone "THE LOWBROWS remix" [3:44]
Remixed by THE LOWBROWS
2. Last Links "Orchestra version" [4:40] ※ジャケットB(AVCD-31891)のみ
編曲：Yuta Nakano
3. MOON "Original mix -Instrumental-" [5:47]
4. blossom "Original mix -Instrumental-" [4:05]

DVD
1. MOON (video clip)
2. MOON (making clip)

### 「blossom/MOON」
CD
1. blossom "Original mix" [4:04]
2. MOON "Original mix" [5:47]
3. Don't look back "Reggae Disco Rockers remix" [4:40]
Additional Recorded & Mixed by Eitetsu Takamiya
4. meaning of Love "Acoustic Piano version" [5:19]
編曲：Shingo Kobayashi
5. blossom "Original mix -Instrumental-" [4:05]
6. MOON "Original mix -Instrumental-" [5:47]

## 収録アルバム
- MOON
  - 『Love songs』
  - 『A SUMMER BEST』
  - 『A BALLADS 2』
- blossom
  - 『Love songs』
  - 『A SUMMER BEST』

## 収録ライブ映像
- MOON
  - 『ayumi hamasaki Rock'n'Roll Circus Tour FINAL 〜7days Special〜』
    - 『A 50 SINGLES 〜LIVE SELECTION〜』

  - 『ayumi hamasaki COUNTDOWN LIVE 2010-2011 A 〜do it again〜』
  - 『ayumi hamasaki COUNTDOWN LIVE 2011-2012 A 〜HOTEL Love songs〜』(Party Queen)
  - 『ayumi hamasaki ARENA TOUR 2016 A 〜M(A)DE IN JAPAN〜』
    - 『ayumi hamasaki BEST LIVE BOX A』(A SUMMER BEST (Disc.A) TRACK LIST LIVE)
    - 『A BALLADS 2』
- blossom
  - 『a-nation'10』(A SUMMER BEST)
    - 『ayumi hamasaki BEST LIVE BOX A』(A SUMMER BEST (Disc.A) TRACK LIST LIVE)

  - 『ayumi hamasaki ARENA TOUR 2015 A Cirque de Minuit 〜真夜中のサーカス〜 The FINAL』(メドレー)